# Andrena metasequoiae
Andrena metasequoiae är en biart som beskrevs av Osamu Tadauchi och Xu 2003. Andrena metasequoiae ingår i släktet sandbin, och familjen grävbin. Inga underarter finns listade i Catalogue of Life.